# Luka Chalwell
Luka Chalwell (ur. 11 kwietnia 2004) – piłkarz z Brytyjskich Wysp Dziewiczych grający na pozycji napastnika w klubie Eastleigh F.C.

## Kariera reprezentacyjna
| Mecze i gole w reprezentacji    | Mecze i gole w reprezentacji    | Mecze i gole w reprezentacji    | Mecze i gole w reprezentacji    | Mecze i gole w reprezentacji    | Mecze i gole w reprezentacji    | Mecze i gole w reprezentacji    | Mecze i gole w reprezentacji    |
| Brytyjskie Wyspy Dziewicze U-15 | Brytyjskie Wyspy Dziewicze U-15 | Brytyjskie Wyspy Dziewicze U-15 | Brytyjskie Wyspy Dziewicze U-15 | Brytyjskie Wyspy Dziewicze U-15 | Brytyjskie Wyspy Dziewicze U-15 | Brytyjskie Wyspy Dziewicze U-15 | Brytyjskie Wyspy Dziewicze U-15 |
| Lp.                             | Data                            | Miejsce                         | Gospodarz                       | Gość                            | Wynik                           | Gol                             | Rozgrywki                       |
| ------------------------------- | ------------------------------- | ------------------------------- | ------------------------------- | ------------------------------- | ------------------------------- | ------------------------------- | ------------------------------- |
| 1.                              | 04.08.2019                      | Bradenton                       | Brytyjskie Wyspy Dziewicze U-15 | Dominika U-15                   | 3:3                             | Gol                             | M. CONCACAF U-15 2019           |
| 2.                              | 05.08.2019                      | Bradenton                       | Montserrat U-15                 | Brytyjskie Wyspy Dziewicze U-15 | 0:2                             | Gol                             | M. CONCACAF U-15 2019           |
| 3.                              | 07.08.2019                      | Bradenton                       | Brytyjskie Wyspy Dziewicze U-15 | Turks i Caicos U-15             | 2:0                             |                                 | M. CONCACAF U-15 2019           |
| 4.                              | 08.08.2019                      | Bradenton                       | Brytyjskie Wyspy Dziewicze U-15 | Saint-Martin U-15               | 6:1                             | Gol                             | M. CONCACAF U-15 2019           |
| 5.                              | 10.08.2019                      | Bradenton                       | Sint Maarten U-15               | Brytyjskie Wyspy Dziewicze U-15 | 1:7                             | Gol                             | M. CONCACAF U-15 2019           |
| Brytyjskie Wyspy Dziewicze U-20 |                                 |                                 |                                 |                                 |                                 |                                 |                                 |
| Lp.                             | Data                            | Miejsce                         | Gospodarz                       | Gość                            | Wynik                           | Gol                             | Rozgrywki                       |
| 1.                              | 06.11.2021                      | Hawana                          | Curaçao U-20                    | Brytyjskie Wyspy Dziewicze U-20 | 7:0                             |                                 | el. do M. CONCACAF U-20 2022    |
| 2.                              | 10.11.2021                      | Hawana                          | Grenada U-20                    | Brytyjskie Wyspy Dziewicze U-20 | 4:0                             |                                 | el. do M. CONCACAF U-20 2022    |
| 3.                              | 11.11.2021                      | Hawana                          | Sint Maarten U-20               | Brytyjskie Wyspy Dziewicze U-20 | 0:1                             | Gol                             | el. do M. CONCACAF U-20 2022    |
| Brytyjskie Wyspy Dziewicze      |                                 |                                 |                                 |                                 |                                 |                                 |                                 |
| Lp.                             | Data                            | Miejsce                         | Gospodarz                       | Gość                            | Wynik                           | Gol                             | Rozgrywki                       |
| 1.                              | 27.03.2021                      | Willemstad                      | Gwatemala                       | Brytyjskie Wyspy Dziewicze      | 3:0                             |                                 | el. do MŚ 2022                  |
| 2.                              | 31.03.2021                      | Willemstad                      | Saint Vincent i Grenadyny       | Brytyjskie Wyspy Dziewicze      | 3:0                             |                                 | el. do MŚ 2022                  |
| 3.                              | 02.06.2021                      | Gwatemala                       | Kuba                            | Brytyjskie Wyspy Dziewicze      | 5:0                             |                                 | el. do MŚ 2022                  |
| 4.                              | 05.06.2021                      | Gwatemala                       | Curaçao                         | Brytyjskie Wyspy Dziewicze      | 8:0                             |                                 | el. do MŚ 2022                  |
| 5.                              | 27.01.2022                      | Marlow                          | Brytyjskie Wyspy Dziewicze      | Anguilla                        | 1:2                             |                                 | Mecz towarzyski                 |
| 6.                              | 03.06.2022                      | Road Town                       | Brytyjskie Wyspy Dziewicze      | Kajmany                         | 1:1                             |                                 | L. N. CONCACAF 2022/2023        |
| 7.                              | 07.06.2022                      | George Town                     | Kajmany                         | Brytyjskie Wyspy Dziewicze      | 1:1                             |                                 | L. N. CONCACAF 2022/2023        |
| 8.                              | 13.06.2022                      | Mayagüez                        | Portoryko                       | Brytyjskie Wyspy Dziewicze      | 6:0                             |                                 | L. N. CONCACAF 2022/2023        |
| 9.                              | 23.03.2023                      | Road Town                       | Brytyjskie Wyspy Dziewicze      | Portoryko                       | 1:3                             |                                 | L. N. CONCACAF 2022/2023        |
| 10.                             | 09.09.2023                      | Road Town                       | Brytyjskie Wyspy Dziewicze      | Turks i Caicos                  | 3:1                             | Gol · Gol                       | L. N. CONCACAF 2023/2024        |
| 11.                             | 12.10.2023                      | Gros Islet                      | Dominika                        | Brytyjskie Wyspy Dziewicze      | 1:1                             | Gol                             | L. N. CONCACAF 2023/2024        |
| 12.                             | 16.10.2023                      | Providenciales                  | Turks i Caicos                  | Brytyjskie Wyspy Dziewicze      | 2:2                             |                                 | L. N. CONCACAF 2023/2024        |